# Choqa-ye Sefid
Choqa-vă Sefīd (în persană چقاسفيد, de asemenea, romanizat ca Choqā-ye Sefīd) este un sat din districtul rural Baladarband, în districtul central al județului Kermanshah, provincia Kermanshah, Iran. La recensământul din 2006, populația sa era de 36 de locuitori, în 7 familii.